# Hirundo leucosoma
Hirundo leucosoma е вид птица от семейство Лястовицови (Hirundinidae).

## Разпространение
Видът е разпространен в Бенин, Буркина Фасо, Гамбия, Гана, Гвинея, Гвинея-Бисау, Камерун, Кот д'Ивоар, Мали, Нигер, Нигерия, Сенегал, Сиера Леоне и Того.